# Programmed Data Processor

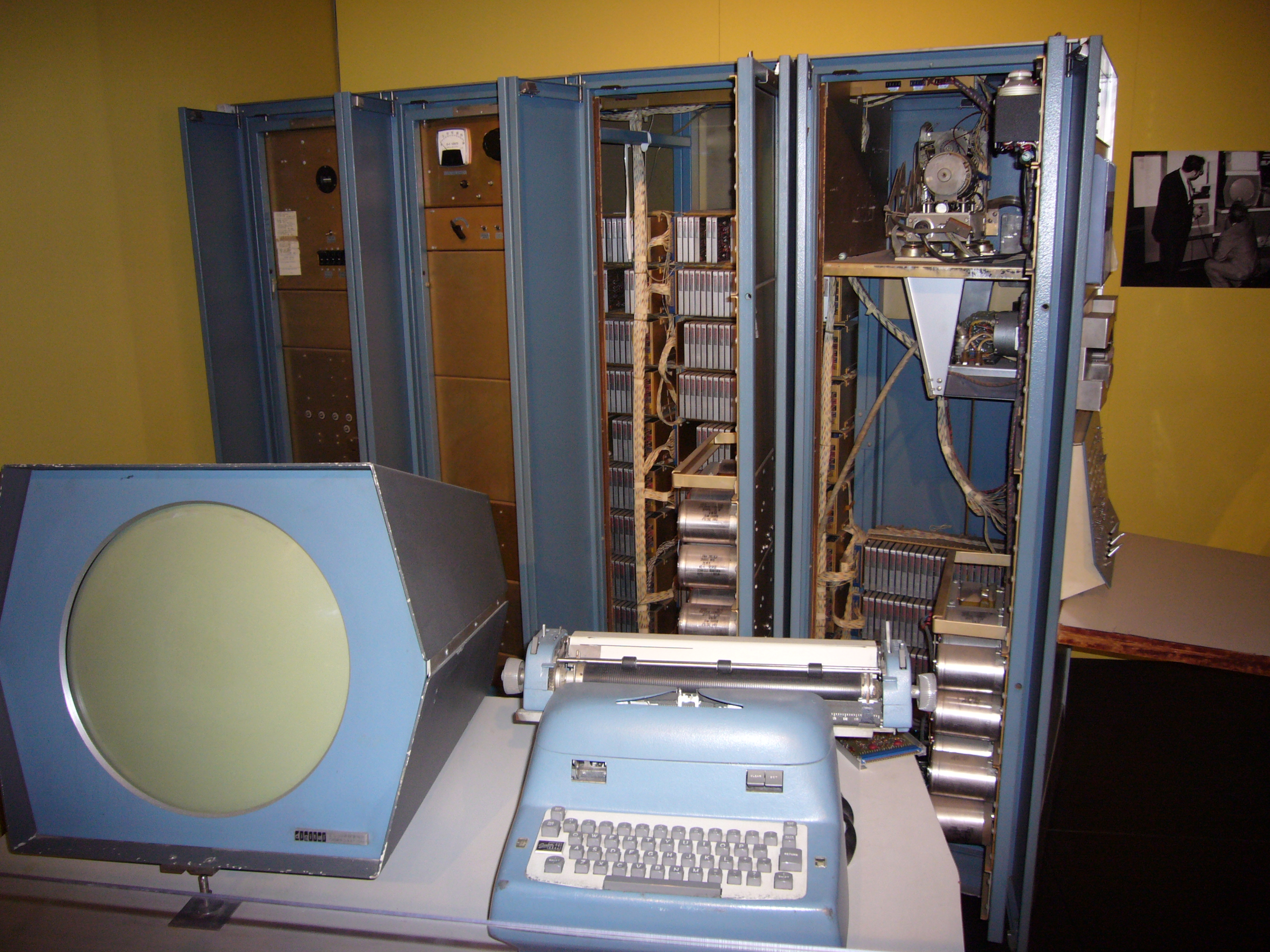
PDP-1

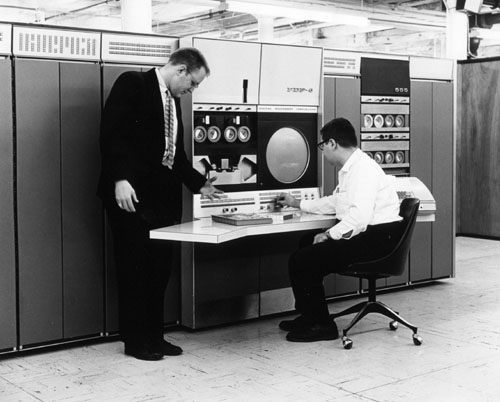
PDP-6

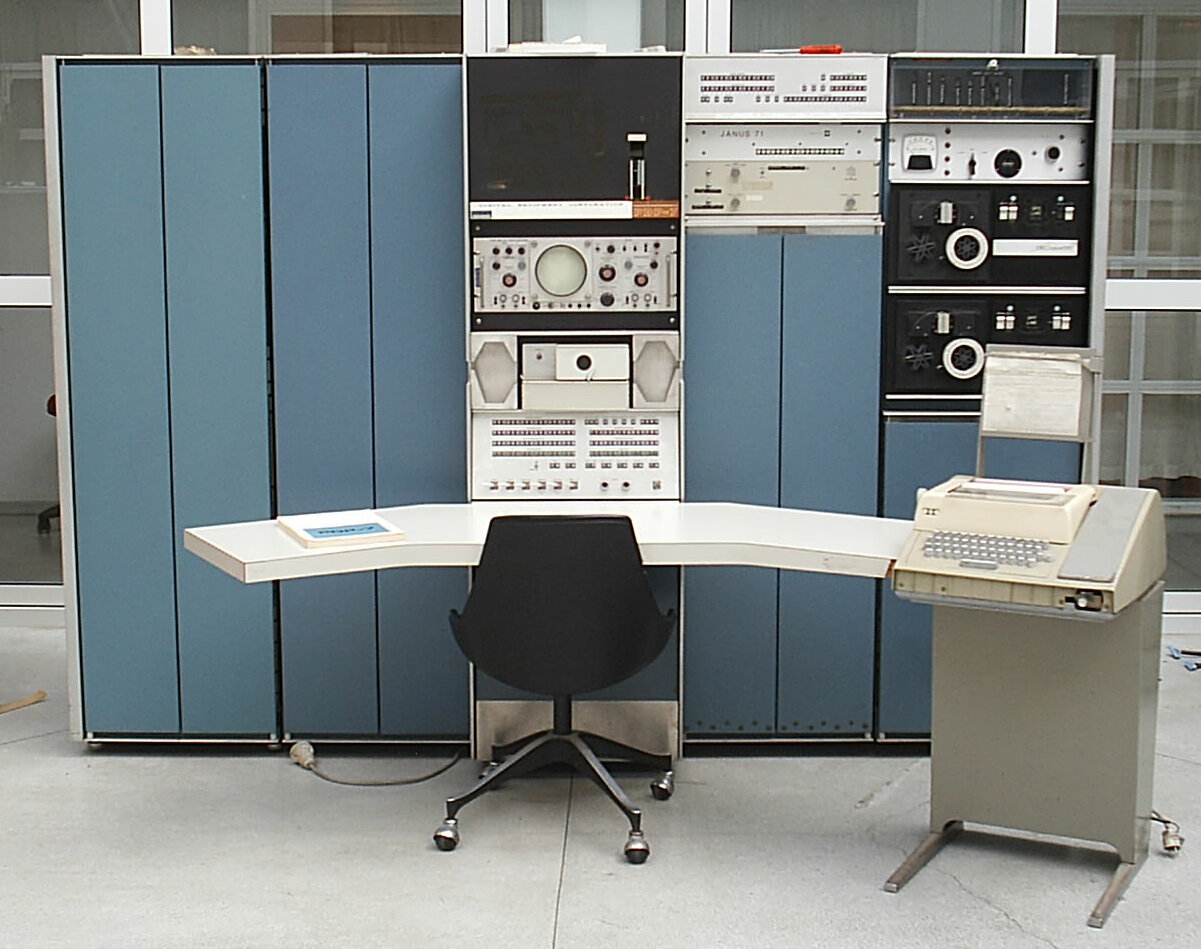
PDP-7

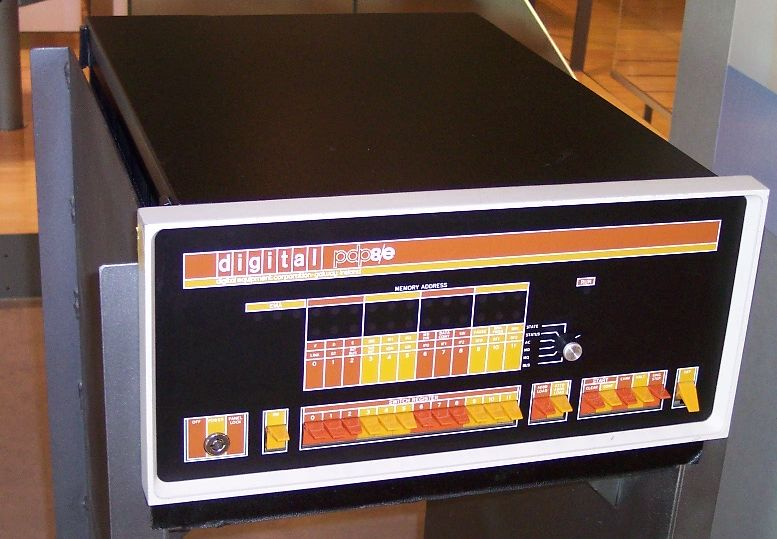
PDP-8/e

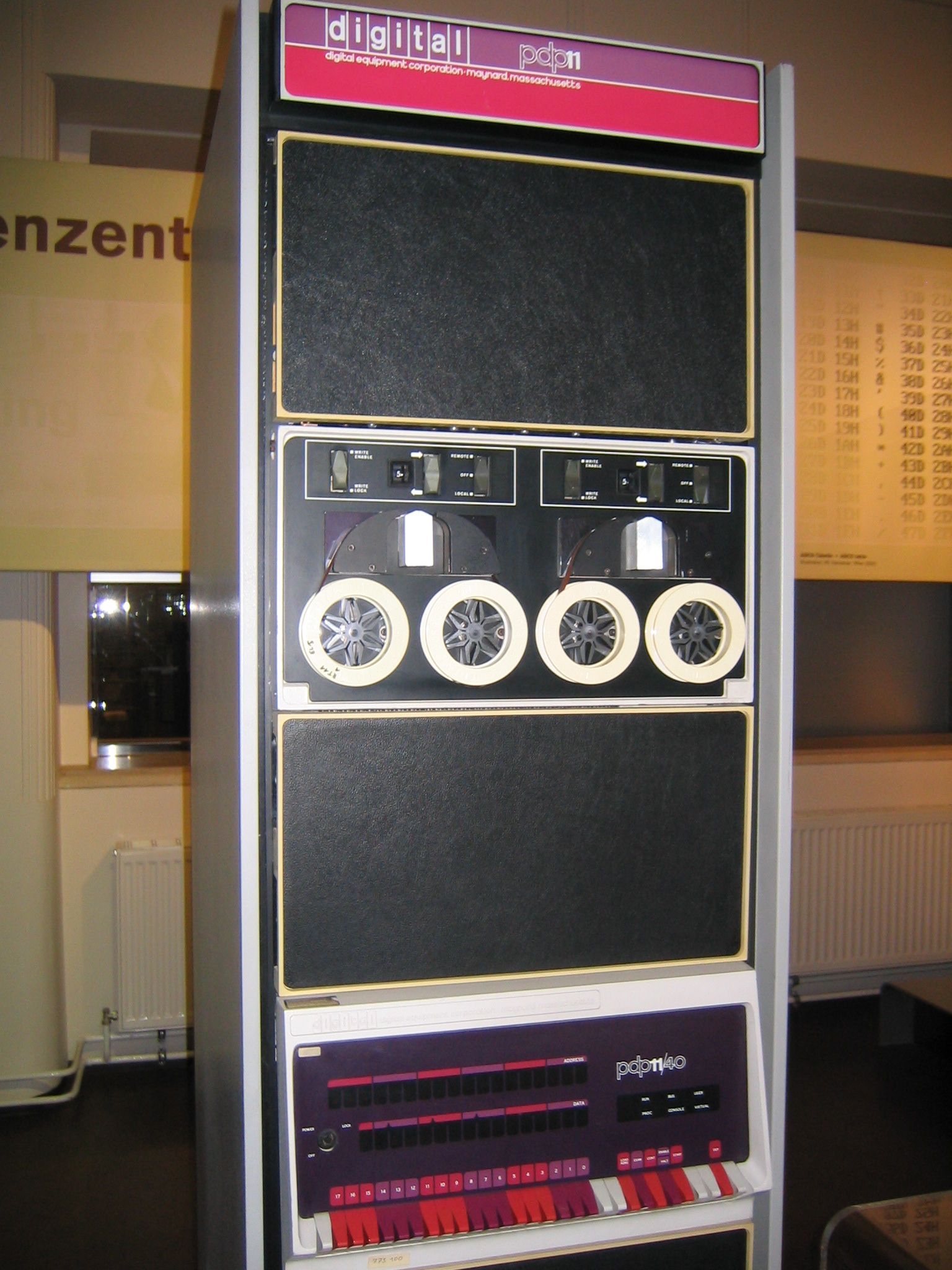
PDP-11/40

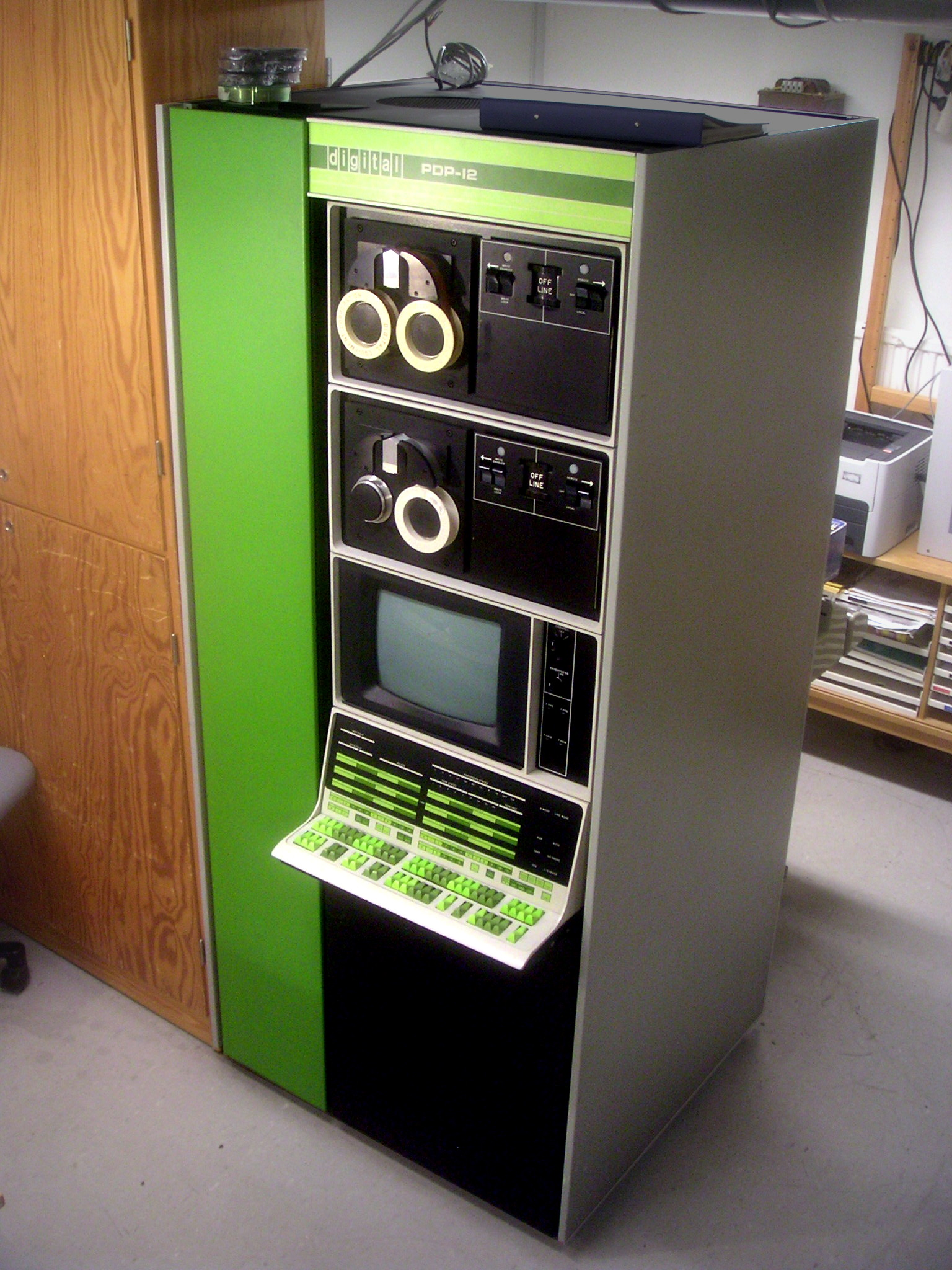
PDP-12

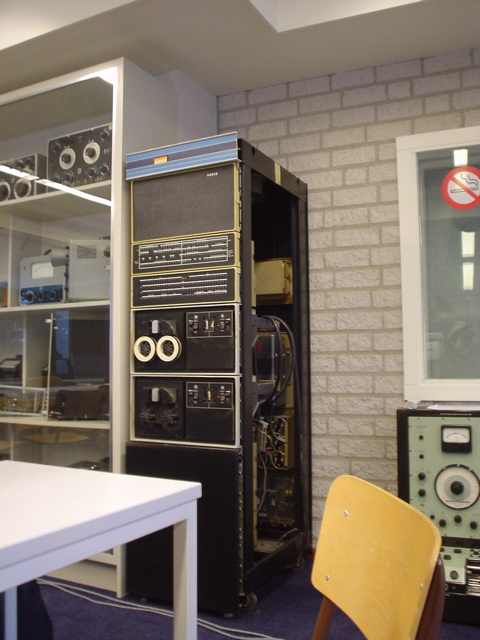
PDP-15 (část)

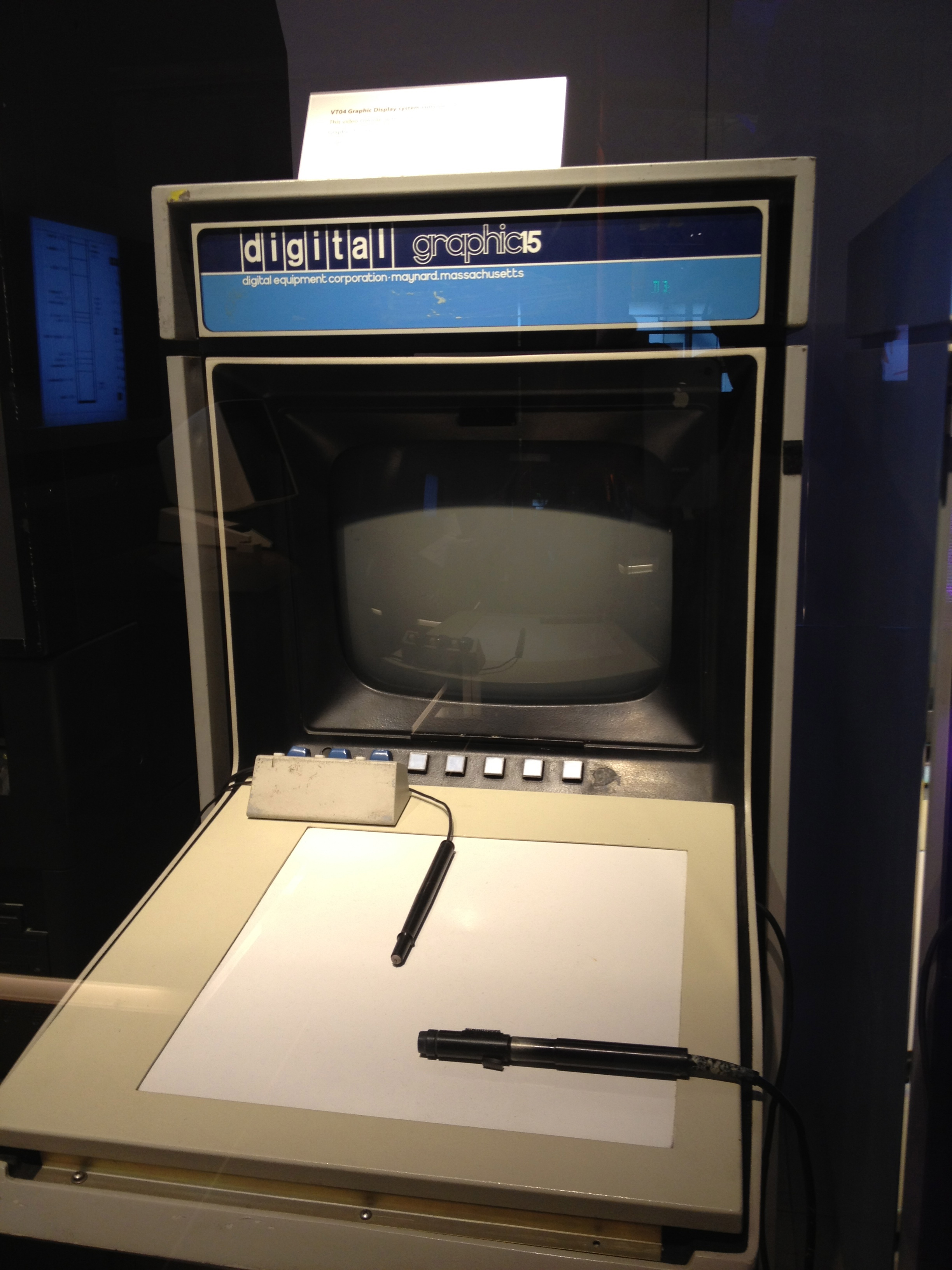
Grafický terminál PDP-15 se světelným perem a tabletem

Programmed Data Processor (PDP) byla série minipočítačů vyráběných a prodávaných firmou Digital Equipment Corporation (DEC) v letech 1957 až 1990. Jméno „PDP“ úmyslně neobsahuje slovo „počítač“, protože v době prvních PDP měly počítače pověst velkých, komplikovaných a drahých zařízení, a investoři firmy DEC (především Georges Doriot) nepodporovali snahy firmy DEC zkonstruovat „počítač“; slovo „minipočítač“ zatím neexistovalo. Firma DEC proto použila svoji existující řadu logických modulů pro vytvoření Programovatelného Datového Procesoru a mířila na zákazníky, kteří si nemohli dovolit větší počítače.
Různé PDP stroje lze seskupit do rodin podle délky slova.

## Série PDP
Členy série PDP jsou:
PDP-1Původní PDP, 18bitový stroj používal raný operační systém se sdílením času, který se stal velmi oblíbeným v rané hackerské kultuře. Pro tento stroj byla vyvinuta jedna z prvních videoher, Spacewar!.
PDP-2Nepostavený 24bitový návrh.
PDP-3První 36bitový stroj navržený firmou DEC, i když firma DEC jej komerčně nenabízela. Jediný PDP-3 postavil Scientific Engineering Institute (SEI) CIA ve Waltham, MA pro zpracování radarových dat pro výzvědný letoun Lockheed A-12 v roce 1960. Jednalo se v zásadě o PDP-1 se slovem rozšířeným na 36 bitů.
PDP-418bitový stroj navržený jako pomalejší a levnější alternativa k PDP-1; nebyl komerčně úspěšný. Všechny pozdější 18bitové PDP (7, 9 a 15) používaly jeho instrukční sadu. Jedním zákazníkem těchto raných strojů PDP byla firma Atomic Energy of Canada. Instalace v Chalk River v Ontariu obsahovala raný PDP-4 s displejem a nové PDP-5 jako rozhraní pro přístrojové vybavení a řízení výzkumného reaktoru.
PDP-5První 12bitový stroj firmy DEC. Zavedl instrukční sadu později používanou na PDP-8.
PDP-636bitový stroj se sdílení času s velmi elegantní architekturou; uvedl instrukční sadu později používanou na PDP-10. Byl považován za velký minipočítač nebo mainframe.
PDP-7Náhrada za PDP-4; první stroj firmy DEC s ovíjenými spoji. Pro tento stroj byly vytvořeny první verze operačních systémů Unix a MUMPS.
PDP-8Malý 12bitový stroj s velmi malou instrukční sadou byl prvním velkým komerčním úspěchem firmy DEC a počátkem minipočítačové revoluce. Mnoho PDP-8 nakoupily školy, katedry univerzit a výzkumné laboratoře. Pozdější modely byly používány v textovém procesoru DECmate a v pracovní stanici VT-78. Říká se, že Edson de Castro, který byl klíčovým členem vývojového týmu, odešel a založil firmu Data General, když se místo jeho návrhu 16bitového následníka PDP-8 začal vyrábět PDP-11; „PDP-X“ však nepřipomíná Data General Nova, i když se to často tvrdí.
LINC-8Kříženec počítačů LINC a PDP-8 se dvěma instrukčními sadami. Předchůdce PDP-12.
PDP-9Následník PDP-7, první stroj firmy DEC používající mikrokód. Pracoval přibližně dvojnásobnou rychlostí než PDP-7. PDP-9 byl také jedním z prvních malých nebo středních počítačů, které měly systém klávesnicí ovládaného monitoru, který používal malé magnetopáskové jednotky firmy DEC (DECtape). PDP-9 uvedl minipočítače jako předvoj počítačového průmyslu.
PDP-1036bitový stroj se sdílením času, velmi úspěšný v několika různých modelech. Instrukční sada byla poněkud vylepšenou variantou instrukční sady PDP-6.
PDP-1116bitový stroj se stal dalším komerčním úspěchem firmy DEC a ztělesněním minipočítače. Jako procesor používal čtyřčipový LSI-11 určený primárně pro vestavné systémy. 32bitová série VAX byla odvozena z PDP-11 a z prvních modelů počítačů VAX a měla režim kompatibility s PDP-11. Instrukční sada 16bitového počítače PDP-11 měla velký vliv na procesory od Motorola 68000 po Renesas H8 a Texas Instruments MSP430, inspirovala svou vysoce ortogonální instrukční sadou orientovanou na obecné registry s množstvím způsobů adresování. Rodina PDP-11 byla vyráběna extrémně dlouhou dobu přes 20 let s mnoha různými implementacemi a technologiemi.
PDP-12Následník LINC-8. Viz LINC a PDP-12 User Manual.
PDP-13Označení nebylo použito, zřejmě kvůli pověrčivosti.
PDP-14Stroj s 12bitovými instrukcemi navržený jako průmyslový řadič (PLC). Neměl žádnou paměť dat ani datové registry; instrukce umožňovaly testovat booleovské vstupní signály, nastavovat nebo nulovat booleovské výstupní signály, provádět podmíněné nebo nepodmíněné skoky a volat podprogramy. Pozdější verze (např. PDP-14/30) byly dodávány ve stejné skříni jako PDP-8. Vstupem a výstupem bylo linkové napětí.
PDP-15Poslední 18bitový stroj firmy DEC. Jediný 18bitový stroj firmy DEC používající integrované obvody TTL místo diskrétních tranzistorů, volitelně se zabudovaným terminálem s vektorovou grafikou. Pozdější verze systému byly označovány jako rodina „XVM“.
PDP-16Počítač typu „Vyrob si sám“ používající Register Transfer Modules, určený především pro průmyslové řídicí systémy s většími možnostmi než PDP-14. PDP-16/M byl uveden jako standardní verze PDP-16.

## Příbuzné počítače
- Počítač TX-0 navržený v Lincoln Laboratory MIT byl důležitý, protože ovlivnil výrobky firmy DEC včetně návrhu PDP-1 od Bena Gurleyho
- LINC (Laboratory Instrument Computer), původně navržený v Lincoln Laboratory MIT, některé postavené firmou DEC. Nepatří do rodiny PDP, ale je důležitý jako předchůdce PDP-12. LINC a PDP-8 lze považovat za první minipočítače a snad také za první osobní počítače. PDP-8 a PDP-11 byly nejoblíbenějšími počítači z celé řady PDP. Firma DEC nikdy nevyráběla PDP-20, i když se tento název někdy používal pro PDP-10 s operačním systémem TOPS-20 (oficiálně známý jako DECSYSTEM-20).
- SM EVM série počítačů vyráběných v SSSR
- Řada osobních počítačů DVK jsou klony PDP vyvinuté v SSSR v 70. letech 20. století.
- Elektronika BK
- UKNC